# Promau (Hollenstein an der Ybbs)
Promau ist eine Talung in den Ybbstaler Alpen, hier liegen die Ansiedlungen Großpromau und Kleinpromau, die zur Gemeinde Hollenstein an der Ybbs im Bezirk Amstetten, Niederösterreich, gehören.

## Geographie
Die Gegend Promau ist eine Passlandschaft zwischen dem Göstlinger Mendlingtal und dem Hollensteiner Hammerbachtal und Sandgraben. Dieser Talzug trennt den Königsbergzug (1452 m ü. A.) im Norden vom Gamssteinzug (Hochkogel 1774 m ü. A., Voralpe-Gruppe), zwei Massiven der Ybbstaler Voralpen. Der erste ist noch ein weitgehend bewaldeter Höhenrücken, der zweite schon ein alpiner, in der Gipfelregion kahler Kalkstock.
Die Promau ist eine Rodungsinsel der beiden Gehöfte, und sonst von Wald umgeben.

### Nachbarorte
| Wenten     | Königsberg (Thomasberg)                                                                               |                                                    |
| Sandgraben | Kompassrose, die auf Nachbargemeinden zeigt                                                           | Großegg (Gem. Göstling an der Ybbs, Bez. Scheibbs) |
|            | (Scheibenberg) Mendling (Gem. Göstling an der Ybbs, Bez. Scheibbs und Gem. Landl, Bez. Liezen, Stmk.) | Lassing (Gem. Göstling an der Ybbs, Bez. Scheibbs) |

### Passhöhe Promau

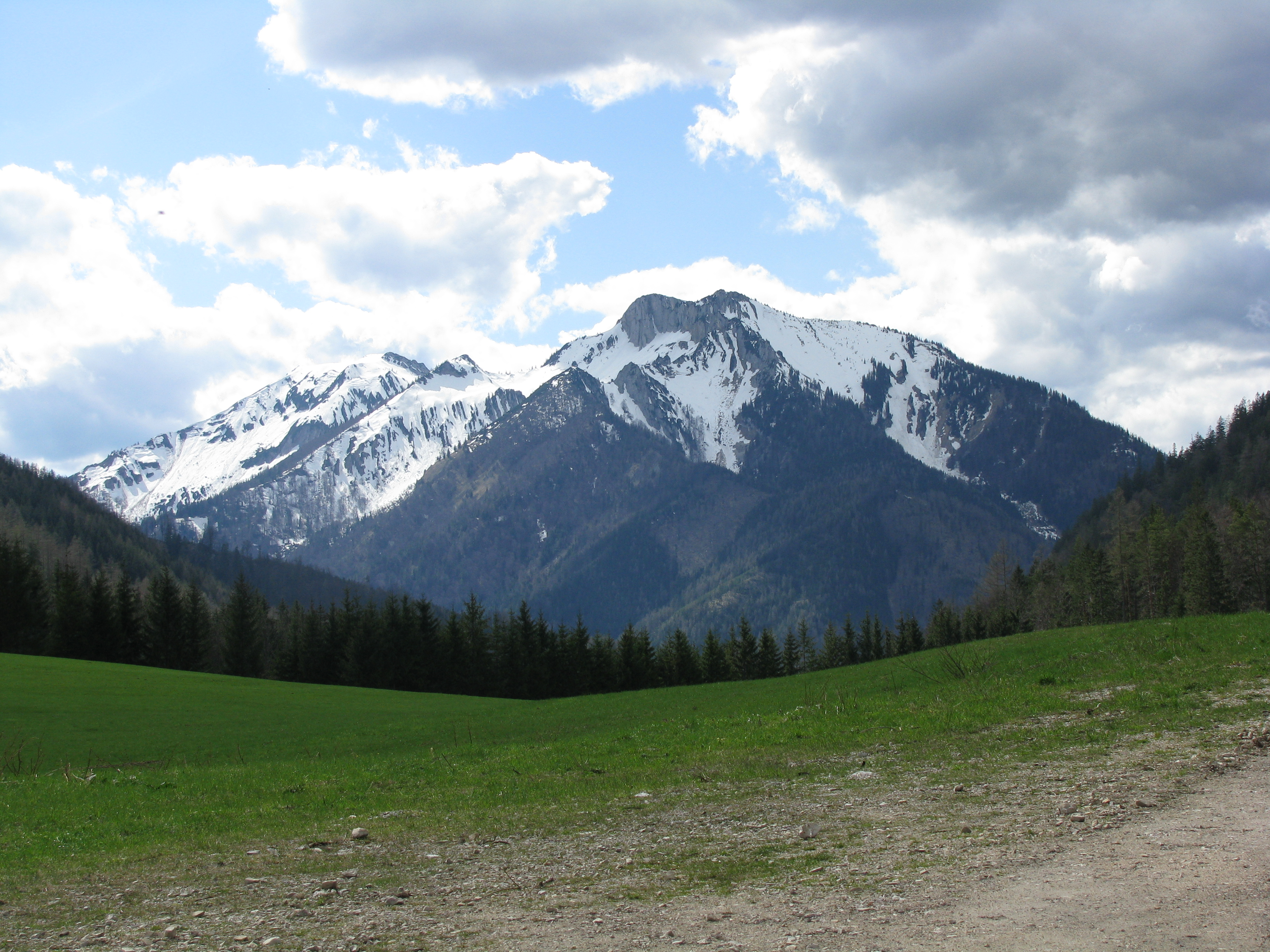
Blick von der Promau auf die Voralpe

| Höhenangabe ÖK       |                                                                                       |                                                                                       |
| Höhe bei Kleinpromau |                                                                                       |                                                                                       |
| Himmelsrichtung      | West                                                                                  | Ost                                                                                   |
| Passhöhe             | 809 m ü. A.                                                                           | 809 m ü. A.                                                                           |
|                      | Ybbstal                                                                               | Mendlingtal                                                                           |
| Wasserscheide        | Sandgraben → Hammerbach → Ybbs → Donau                                                | Mendlingbach → Salza → Enns → Donau                                                   |
| Talorte              | Hollenstein an der Ybbs                                                               | Mendling                                                                              |
| Ausbau               | Gemeindestraße (L6179 Lassing – Hof-Großegg)                                          | Gemeindestraße (L6179 Lassing – Hof-Großegg)                                          |
| Gebirge              | Königsberg / Voralpe-Gruppe                                                           | Königsberg / Voralpe-Gruppe                                                           |
| Besonderheiten       | Straße nach Lassing zum Mendlingpass liegt ca. 100 m über dem Talausgang bei Mendling | Straße nach Lassing zum Mendlingpass liegt ca. 100 m über dem Talausgang bei Mendling |
| Profil               |                                                                                       |                                                                                       |
| Ø-Steigung           | % (217 m / ? km)                                                                      | % (312 m / ? km)                                                                      |
| Koordinaten          | 47° 45′ 43″ N, 14° 49′ 41″ O                                                          | 47° 45′ 43″ N, 14° 49′ 41″ O                                                          |

## Geschichte
Die Route Lassing – Großhollenstein war in der früheren Neuzeit wichtiger Transportweg des Eisenerzer Roheisens in die Kleineisengewerberegion um Hollenstein und Opponitz, und als solcher eine Nebenroute der Eisenstraße in den Drei-Märkte-Bezirk Gresten, Scheibbs und Purgstall an der Erlauf (bzw. Scheibbs, Purgstall, Göstling).

## Natur und Sehenswürdigkeiten

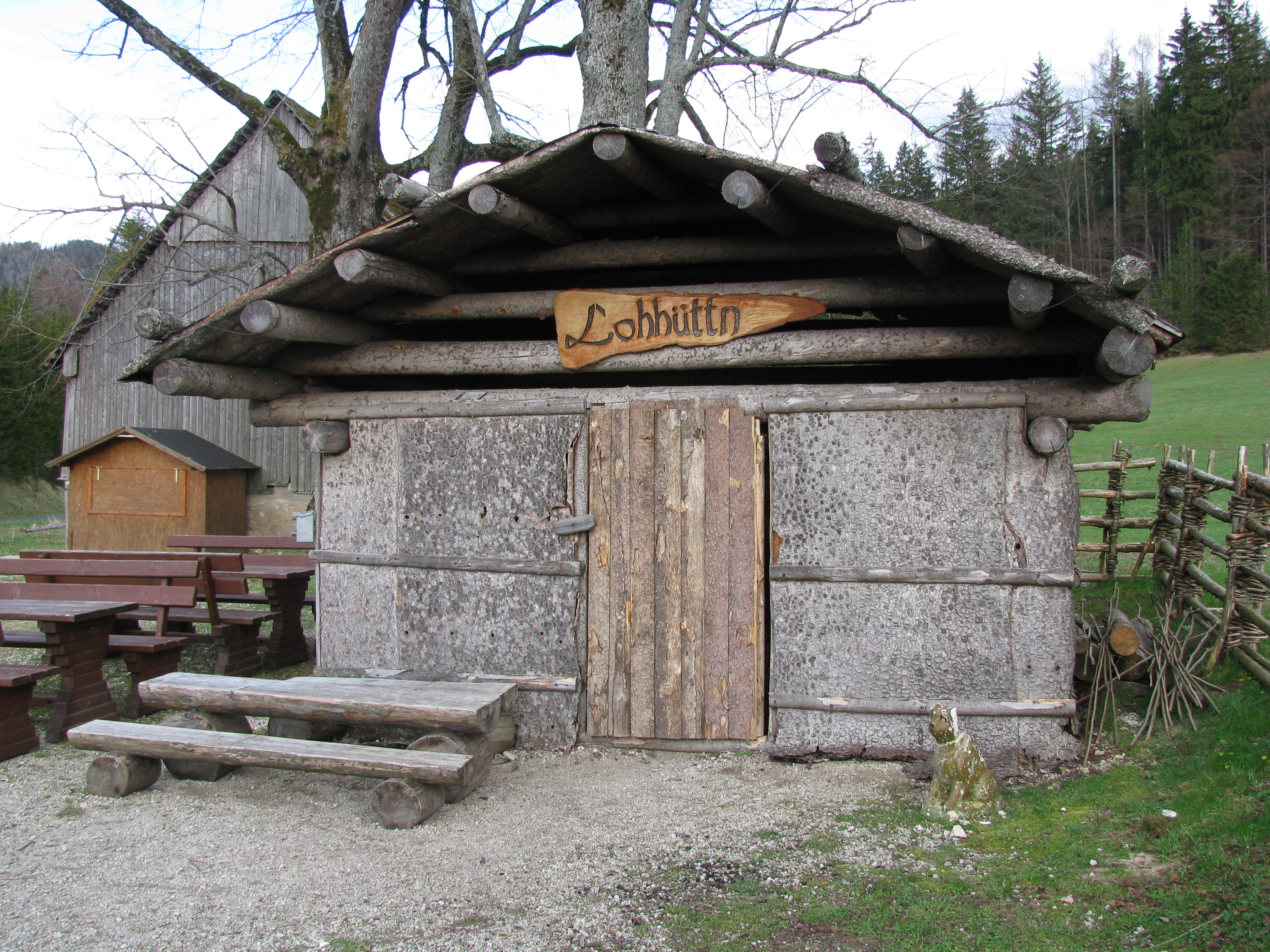
Lohhütte Promau

Die Talung liegt im Naturpark [Niederösterreichische] Eisenwurzen. Das Gebiet ist leichtes Wander- und Mountainbike-Terrain, über Forstwege sind Aufstiege auf die Berge der Umgebung möglich.
Westlich befindet sich das denkmalgeschützte Jagdhaus Sandgraben, östlich die Erlebniswelt Auf dem Holzweg im Mendlingtal, die das Kleineisengewerbe der Eisenwurzen mit mehreren Anlagen dokumentiert. In diese Richtung findet sich an der Straße auch die Lohhütte, eine von der Naturparkverwaltung rekonstruierte, für die Eisenwurzen typische Rindenhütten (Forstleutehütte).